# 2C-T-21
2C-T-21 — organiczny związek chemiczny, psychodeliczna substancja psychoaktywna z rodziny 2C. Zgodnie z PIHKAL dawkowanie tej substancji waha się w przedziale 8–12 mg. a efekty działania utrzymują się 7–10 godzin.

## Efekty działania
Efekty działania 2C-T-21 podobnie jak wszystkich psychodelików są bardzo zróżnicowane i indywidualne, zwykle jednak obejmują: modyfikacje percepcji, zmiany odczuwania psychicznego i zmysłowego, intensyfikacji bodźców zewnętrznych oraz silne efekty wizualne – wyostrzenie kolorów, wzory, fraktale.

## Toksyczność
Toksyczność 2C-T-21 nie jest w pełni znana. Przypuszcza się, że większe dawki tej substancji mogą wykazywać podobną toksyczność jak inne fenetylaminy z rodziny 2C-T. Znany jest jeden przypadek śmiertelnego przedawkowania 2C-T-21, który zainicjował Operation Web Tryp. Wiele pochodnych fenetylaminy z podstawnikiem przy czwartym atomie węgla, jak 2C-T-7 i 4-MTA są selektywnymi inhibitorami monoaminooksydazy A, 2C-T-21 również może mieć takie działanie.